# Frederico I, Duque de Saxe-Gota-Altemburgo
Frederico I (em alemão:  Friedrich, Gota, 15 de julho de 1646 - Friedrichswerth, 2 de agosto de 1691), foi Duque de Saxe-Gota-Altemburgo de 1675 a 1691. Era quarto filho, mas o primeiro que chegou à idade adulta de Ernesto I, Duque de Saxe-Gota e da duquesa Isabel Sofia de Saxe-Altemburgo.

## Biografia
Quando Ernesto I herdou o Ducado de Saxe-Altemburgo em 1672, nomeou Frederico seu regente. Em 1674, Ernesto, que já estava doente, nomeou Frederico regente de todos os seus territórios.
Após a morte do seu pai em 1675, Frederico assumiu o trono de ambos os ducados. Contudo, devido à lei da sua casa real, teve de dar permissão aos seus seis irmãos mais novos para participarem no governo. Inicialmente, todos concordaram em criar uma casa comum para todos os irmãos no Schloss Friedenstein, mas este acordo só durou até 1676.
Depois, começaram as negociações para a divisão da herança paterna. Tal foi finalmente conseguido a 24 de fevereiro de 1680. Frederico ficou com Gota, Teneberga, Wachsenburg, Ichtershausen, Georgenthal, Schwarzwald, Reinhardsbrunn, Volkenrode, Oberkranichfeld, Orlamünde, Altemburgo e Tonna. Estas cidades formavam virtualmente o antigo Ducado de Saxe-Gota-Altemburgo. Consistiam em três áreas grandes e consistentes à volta de Gota, Kahla e Altemburgo, bem como seis enclaves mais pequenos.
Frederico continuou o trabalho do seu pai. Para evitar futuras disputas entre os seus descendentes, estabeleceu a lei da primogenitura na sua casa real em 1685, lei essa que recebeu o apoio imperial em 1688. Por volta de 1680, Frederico passou a viver no Lustschloss Friedrichswerth, perto da aldeia de Erffa, a aproximadamente 20 quilómetros de distância de Gota. A aldeia passou a chamar-se Friedrichswerth em sua honra.
Em 1683, Frederico criou o Teatro de Gota (Gothaer Schloßtheater) que ainda existe hoje em dia. Também se dedicava à escrita de diários que se tornaram uma das fontes mais importantes da sua época. Frederico participou na Grande Guerra Turca contra os turcos e na Guerra dos Nove Anos contra a França. Contudo, acabou por arruinar as finanças do seu pequeno ducado devido aos investimentos que fez para manter o seu exército que, na altura da sua morte, contava mais mais de 10.000 homens.

## Casamentos e descendência
Frederico casou-se pela primeira vez em Halle com a duquesa Madalena Sibila de Saxe-Weissenfelds a 14 de novembro de 1669. Tiveram oito filhos:
1. Ana Sofia de Saxe-Gota-Altemburgo (22 de dezembro de 1670 – 28 de dezembro de 1728), casada com Luís Frederico I, Príncipe de Schwarzburg-Rudolstadt; com descendência;
2. Madalena Sibila de Saxe-Gota-Altemburgo (30 de setembro de 1671 – 2 de março de 1673), morreu com um ano e meio de idade;
3. Doroteia Maria de Saxe-Gota-Altemburgo (22 de janeiro de 1674 – 18 de abril de 1713), casado com Ernesto Luís I, Duque de Saxe-Meiningen; com descendência;
4. Frederica de Saxe-Gota-Altemburgo (24 de março de 1675 – 28 de maio de 1709), casado com o príncipe João Augusto de Anhalt-Zerbst; sem descendência;
5. Frederico II, Duque de Saxe-Gota-Altemburgo (28 de julho de 1676 – 23 de março de 1732), casado com a princesa Madalena Augusta de Anhalt-Zerbst; com descendência;
6. João Guilherme de Saxe-Gota-Altemburgo (4 de outubro de 1677 – 15 de agosto de 1707), general imperial, morto em batalha
7. Isabel de Saxe-Gota-Altemburgo (7 de janeiro de 1679 – 22 de junho de 1680), morreu de varíola com um ano e cinco meses;
8. Joana de Saxe-Gota-Altemburgo (1 de outubro de 1680 – 9 de julho de 1704), casada com o duque Adolfo Frederico II, Duque de Mecklemburgo-Strelitz; sem descendência.

Frederico voltou a casar-se a 14 de agosto de 1681 em Ansbach, desta vez com a duquesa Cristina de Baden-Durlach. Não tiveram filhos.

## Genealogia
| Frederico I de Saxe-Gota-Altemburgo | Pai: Ernesto I, Duque de Saxe-Gota   | Avô paterno: João II, Duque de Saxe-Weimar                                | Bisavô paterno João Guilherme, Duque de Saxe-Weimar           |
| Frederico I de Saxe-Gota-Altemburgo | Pai: Ernesto I, Duque de Saxe-Gota   | Avô paterno: João II, Duque de Saxe-Weimar                                | Bisavó paterna: Doroteia Susana do Palatinado-Simmern         |
| Frederico I de Saxe-Gota-Altemburgo | Pai: Ernesto I, Duque de Saxe-Gota   | Avó paterna: Doroteia Maria de Anhalt                                     | Bisavô paterno: Joaquim Ernesto, Príncipe de Anhalt           |
| Frederico I de Saxe-Gota-Altemburgo | Pai: Ernesto I, Duque de Saxe-Gota   | Avó paterna: Doroteia Maria de Anhalt                                     | Bisavó paterna: Leonor de Württemberg                         |
| Frederico I de Saxe-Gota-Altemburgo | Mãe: Isabel Sofia de Saxe-Altemburgo | Avô materno: João Filipe, Duque de Saxe-Altemburgo                        | Bisavô materno: Frederico Guilherme I, Duque de Saxe-Weimar   |
| Frederico I de Saxe-Gota-Altemburgo | Mãe: Isabel Sofia de Saxe-Altemburgo | Avô materno: João Filipe, Duque de Saxe-Altemburgo                        | Bisavó materna: Ana Maria do Palatinado-Neuburgo              |
| Frederico I de Saxe-Gota-Altemburgo | Mãe: Isabel Sofia de Saxe-Altemburgo | Avó materna: Isabel de Brunsvique-Volfembutel, Duquesa de Saxe-Altemburgo | Bisavô materno: Henrique Júlio, Duque de Brunsvique-Luneburgo |
| Frederico I de Saxe-Gota-Altemburgo | Mãe: Isabel Sofia de Saxe-Altemburgo | Avó materna: Isabel de Brunsvique-Volfembutel, Duquesa de Saxe-Altemburgo | Bisavó materna: Isabel da Dinamarca                           |